# (541008) 2017 XS62
(541008) 2017 XS62 es un asteroide perteneciente al cinturón de asteroides descubierto el 24 de marzo de 2014 por el equipo del Pan-STARRS desde el Observatorio de Haleakala, Hawái, Estados Unidos.

## Designación y nombre
Designado provisionalmente como 2017 XS62.

## Características orbitales
2017 XS62 está situado a una distancia media del Sol de 3,196 ua, pudiendo alejarse hasta 3,345 ua y acercarse hasta 3,047 ua. Su excentricidad es 0,046 y la inclinación orbital 9,717 grados. Emplea 2087,36 días en completar una órbita alrededor del Sol.

## Características físicas
La magnitud absoluta de 2017 XS62 es 16,4. 